# 6537 Adamovich
A 6537 Adamovich (ideiglenes jelöléssel 1979 QK6) a Naprendszer kisbolygóövében található aszteroida. Nyikolaj Sztyepanovics Csernih fedezte fel 1979. augusztus 19-én.